# Poltys bhabanii
Poltys bhabanii là một loài nhện trong họ Araneidae.
Loài này thuộc chi Poltys. Poltys bhabanii được Benoy Krishna Tikader miêu tả năm 1970.